# Маки M.7
Маки M.7 (итал. Macchi M.7) је италијански ловац-хидроавион. Авион је први пут полетео 1918. године. 

Највећа брзина авиона при хоризонталном лету је износила 200 km/h.
Распон крила авиона је био 9,95 метара, а дужина трупа 8,09 метара. Празан авион је имао масу од 805 килограма. Нормална полетна маса износила је око 1098 килограма. Био је наоружан са два митраљеза калибра 7,7 милиметара типа Викерс.

## Наоружање
| Наоружање авиона: Маки         |     |
| Ватрено (стрељачко) наоружање  |     |
| Топ                            |     |
| Митраљез                       |     |
| Број и ознака митраљеза        | 2   |
| Калибар                        | 7,7 |
| Бомбардерско наоружање (бомбе) |     |
| Ракетно наоружање (ракете)     |     |